# Naturschutzgebiet Mönchsfelsen
Das Naturschutzgebiet Mönchsfelsen liegt im Gebiet der Stadt Aachen südlich von Hahn.

## Beschreibung
Ganz in der Nähe von Hahn ragt ein 30 Meter hoher Felsen aus fossilreichen Kalksteinen des Givetiums empor. 100 Meter südlich ist ein alter Steinbruch. Die Vegetation besteht aus einem aus Niederwaldwirtschaft hervorgegangenen Hainbuchenwald. Die Mantelvegetation ist nahezu geschlossen. Auf dem Gelände befinden sich zwei Mähwiesen, die mit durchwachsenen Hecken eingerahmt sind.

## Schutzzweck
Die floristischen Besonderheiten auf den Blockhaldenstandorten auf Kalkverwitterungsböden soll erhalten werden, ebenso wie der Halbtrockenrasen und die wärmeliebenden Gebüsche. Angestrebt wird die Erhaltung als Besonderheit aus erdgeschichtlichen, wissenschaftlichen und landeskundlichen Gründen.